# Gurahonc

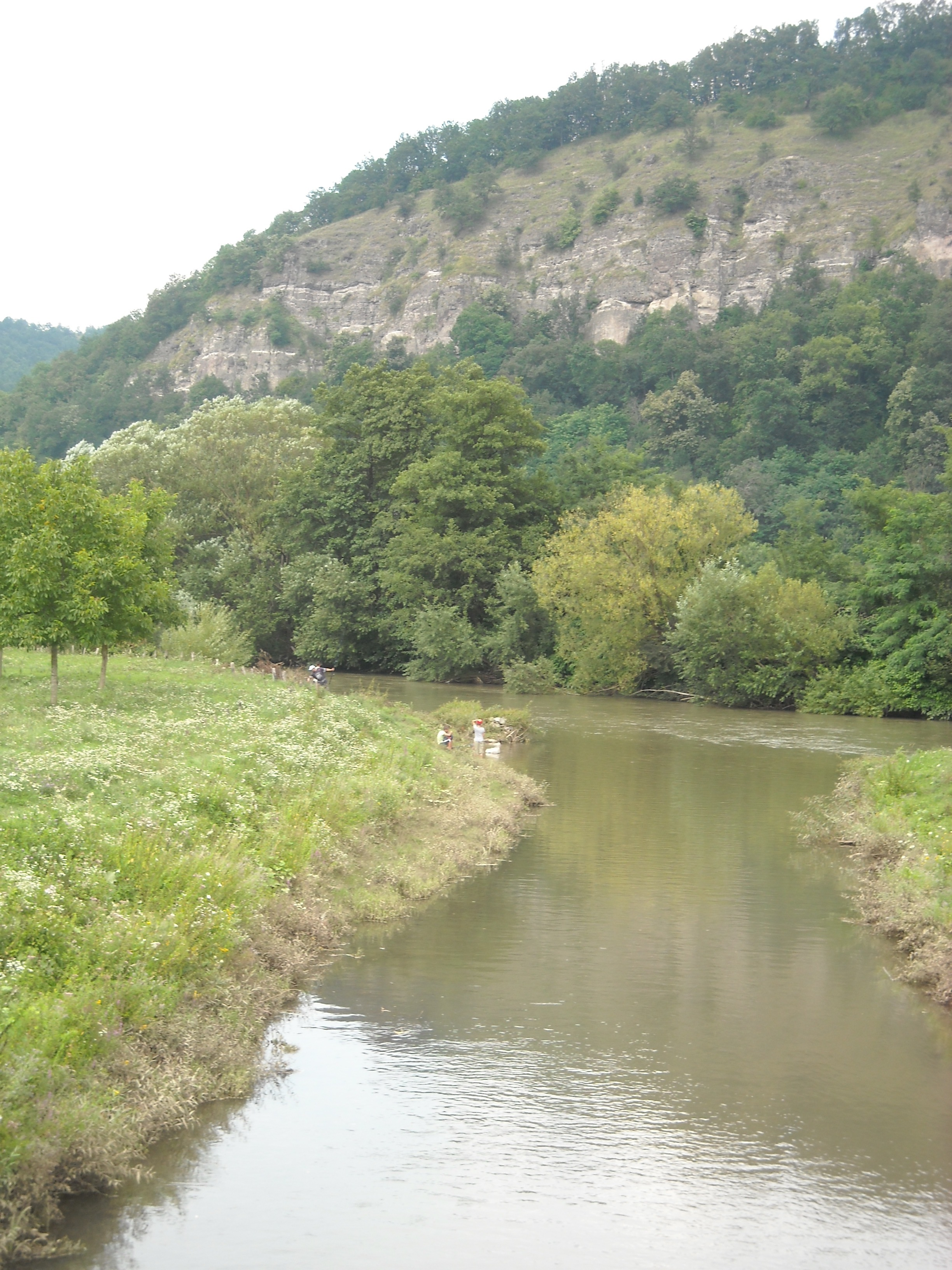
A patak Fehér-Körösbe ömlése

Gurahonc, 1910 és 18 között Honctő (románul: Gurahonț) falu Romániában, Arad megyében.

## Fekvése
Aradtól 107 kilométerrel északkeletre, a Honcisor patak Fehér-Körösbe folyásánál, a Zarándi-hegység és a Béli-hegység lábánál fekszik. A község 16 582 hektáros területéből 9039 hektár erdő, 2184 szántó, 3459 legelő és 1150 rét. Legmagasabb pontja a 870 méteres tengerszint feletti magasságú Aradai-csúcs.

## Nevének eredete
A Honc (Honţişoara) patak korábbi nevének és a 'torkolat' jelentésű gură szónak birtokos összetételéből való. Először 1386-ban Hunc, majd 1439-ben Hunnczteu, 1441-ben Hontheu, 1464-ben Hwnczfalva, 1518-ban Gurahoncz, 1574-ben Honcz, 1601-ben Gaura, 1697-ben pedig Gura néven említették. A Honctő név szintén a Honc patak torkolatát jelenti.

## Története
1525-ben a világosvári uradalom része volt, majd 1574-ben török birtok. 1746-ig Zaránd, majd Arad vármegyéhez tartozott. A helyi hagyomány szerint a 18. századig Honcisortól délkeletre, a patak felső folyásánál, a Trihonc-nak nevezett helyen állt, és a század közepén vagy végén mindkét falu onnan települt volna mai helyére. A régi faluhelyen még az 1920-as években is láthatók voltak az egykori temető sírkeresztjei. A patak torkolatától keletre egykor rézzúzó működött.
Mai helyre költözése után sokáig szórtan feküdt, és házait 1821 után új birtokosa, Remekházi Remold Károly vonatta utcarendbe. Ugyanő építtette ortodox templomát is. Egyháza a 19. század folyamán filiaként még Honcisorhoz tartozott. A Remekházi Remold család kihalása után uradalma a Boros család tulajdonába került. Boros Béni, akit a település emlékezete – Remold Károlyhoz hasonlóan – szeretettel őrzött meg, az utak mellé eperfákat, az alacsonyabb fekvésű rétekre diófákat, a hegyekre gesztenyést telepített. A parasztgazdaságok eladásra gyümölcsöt és búzát termesztettek, szenet égettek, kátrányt, faecetet és faszeszt gyártottak. Az 1890-es években 410 család foglalkozott benne kallózással. Szűcsei többek között derékig élő, nyakban mélyen kivágott, egész felületükön kék kés lila gyapjúszállal hímzett női melleseket készítettek.
Jelentős településsé az Aradi és Csanádi Egyesült Vasutak legfelső, Borossebes és Brád közötti szakasza építésekor vált, amelynek tervezését és kivitelezését a helyi birtokos Boros Béni vezette. Miután 1889-ben elérte a vasútvonal, 1890-ben itt hozták létre a vállalkozás talpfakészítő telepét, amely naponta háromszáz talpfát gyártott. Ugyanekkor már körjegyzőség székhelye volt, 1880-tól gyógyszertár működött benne, sok kisebb kézműves telepedett meg. Létrejött a Hazai Faipari Vállalat, amely több száz holdas vagyonra tett szert, és az I. világháború alatt orosz hadifoglyokat is dolgoztatott. A vasútállomás mellett cementgyárat (tanonciskolával) és több halgazdaságot alapítottak. A falu szélén egy új telepen kaptak házat a gyár magyar, horvát és szlovák munkásai. Számukra 1891-ben magyar tannyelvű iskolát alapítottak (sőt, 1907-ben a román felekezeti iskola meg is szűnt), de gyermekeik nemzedéke a világháború után elrománosodott. Román munkásai hamar külön szakszervezetbe tömörültek. 1914-ben Jószáshelyről ide helyezték át a hetipiacot, és 1920-ban négy országos vásár színhelye is volt.
1919 után ifj. Boros Béni Magyarországon telepedett le, birtokát részben eladta, részben a román állam sajátította ki. Lakossága az 1921-es földreform idején a szomszédos falvakból érkezettekkel gyarapodott, akik a régi, szalmafedeles boronaházak mellé tágas téglaházakat építettek maguknak. Az 1920-as években beolvadt Báltfalva. A cementgyárat a román állam eladta a konkurens tordai cementgyárnak, amely 1933-ban lebontatta, felszerelését ócskavas áron elkótyavetyélték. A helyén a Centrocoop cég felépítette az akkori Románia legnagyobb szörp- és lekvárüzemét. A gyár a szocializmus idején is működött. 1990-ben több száz dolgozója volt.
1940 után sok észak-erdélyi román települt le benne. A II. világháború után rajonközpont. 1955–60-ban kórházat építettek benne. (2002 óta, pénzhiány miatt csupán járóbeteg-szakrendelőként működik.) 1966 után hozzácsatolták Jószáshelyt, amely most a település Fehér-Körös jobb parti utcáját alkotja. 1993-ban lakóinak 58%-a született helyben. A Honcisor 2000-es áradása után árvízvédelmi töltést építettek ki.

## Lakossága
- 1880-ban 349 lakosából 258 volt román, 52 magyar és 14 német anyanyelvű; 272 ortodox, 45 római katolikus, 18 zsidó és 12 református vallású.
- 1910-ben 997 lakosából 531 volt magyar, 391 román és 60 német anyanyelvű; 404 ortodox, 335 római katolikus, 118 zsidó, 84 református és 44 evangélikus vallású.
- 2002-ben 2020 lakosából 1960 volt román és 38 cigány nemzetiségű; 1531 ortodox, 285 pünkösdista, 158 baptista és 32 római katolikus vallású.

## Gazdaság
- Laurul szörpgyár.[5]

## Oktatás
- Az 1965-ben szervezett Ioan Buteanu Iskolacsoport erdészeti szakembereket képez.

## Nevezetességek
- A Honcisor jobb partján, Boros Béni 19. század közepén épült, klasszicista kastélyát a mérnök által létesített, 4,2 hektáros, 2500 fajnak otthont adó arborétum veszi körbe. 1935-ben lett a román államé, amely mintagazdaság központjává tette. 1969-től új fajokat honosítottak meg. 1970-ben a patak áradása egy részét elpusztította. Területét később, a patak folyása mentén 8,5 hektárral bővítették. Jelenleg a nagyváradi egyetem környezetvédelmi tanszéke kezeli.
- A falutól északkeletre, a Fehér-Köröstől északra a két hektáros Báltyele-rezervátum, a ritka Simonkai-imola (Centaurea simonkaiana) nevű növényfaj lelőhelye. A román hadsereg 1939-ben bunkerrendszert ásott a műút északi oldalán, amelyet fogadóként, vendéglátó helyként, kiállítások és koncertek helyszíneként hasznosítanak.

## Ismert emberek
- Itt született 1912. május 9-én Magyari Bertalan fül-orr-gége szakorvos, orvosi szakíró, egyetemi oktató.

## Képek

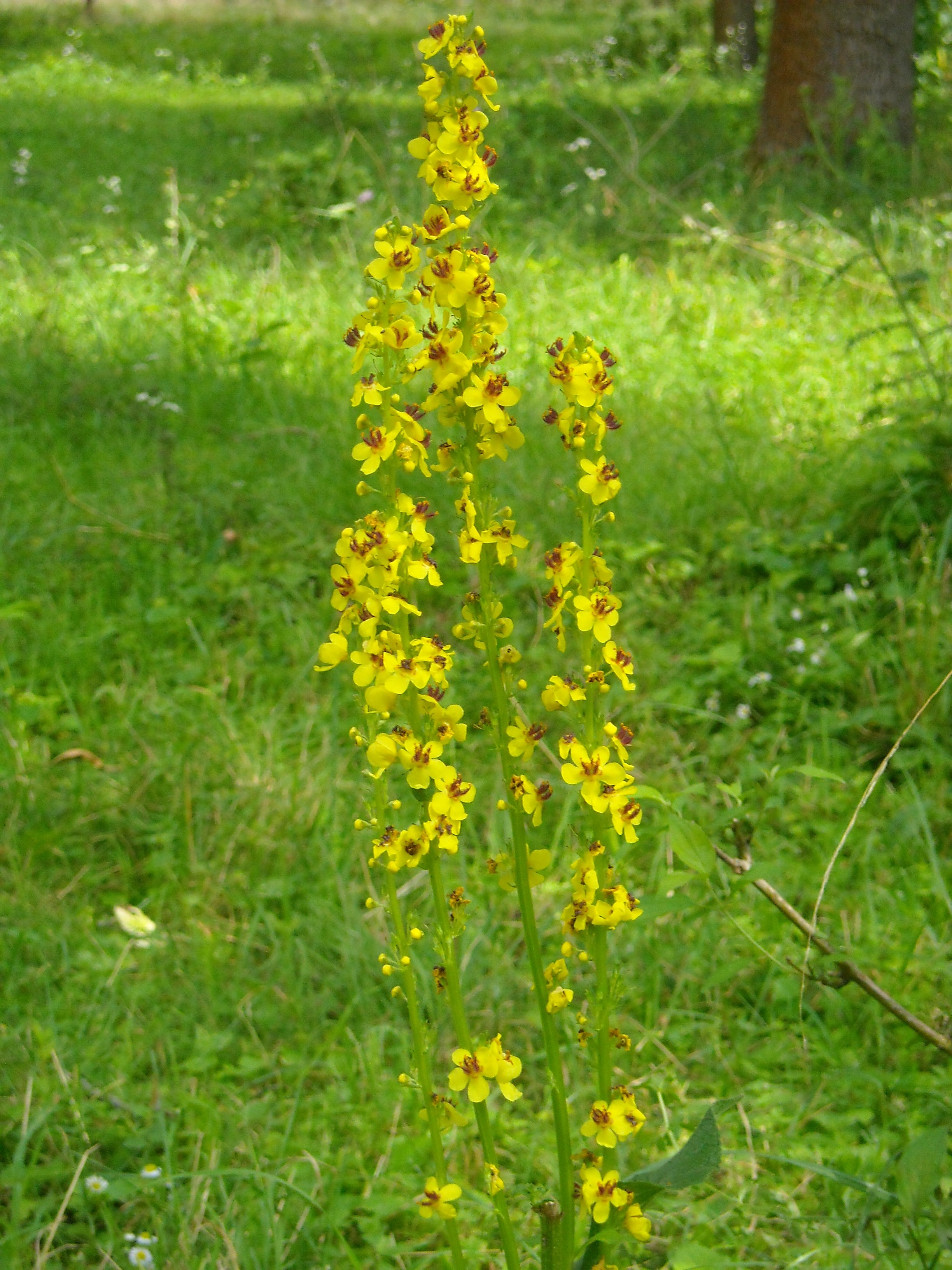
Fekete ökörfarkkóró az arborétumban
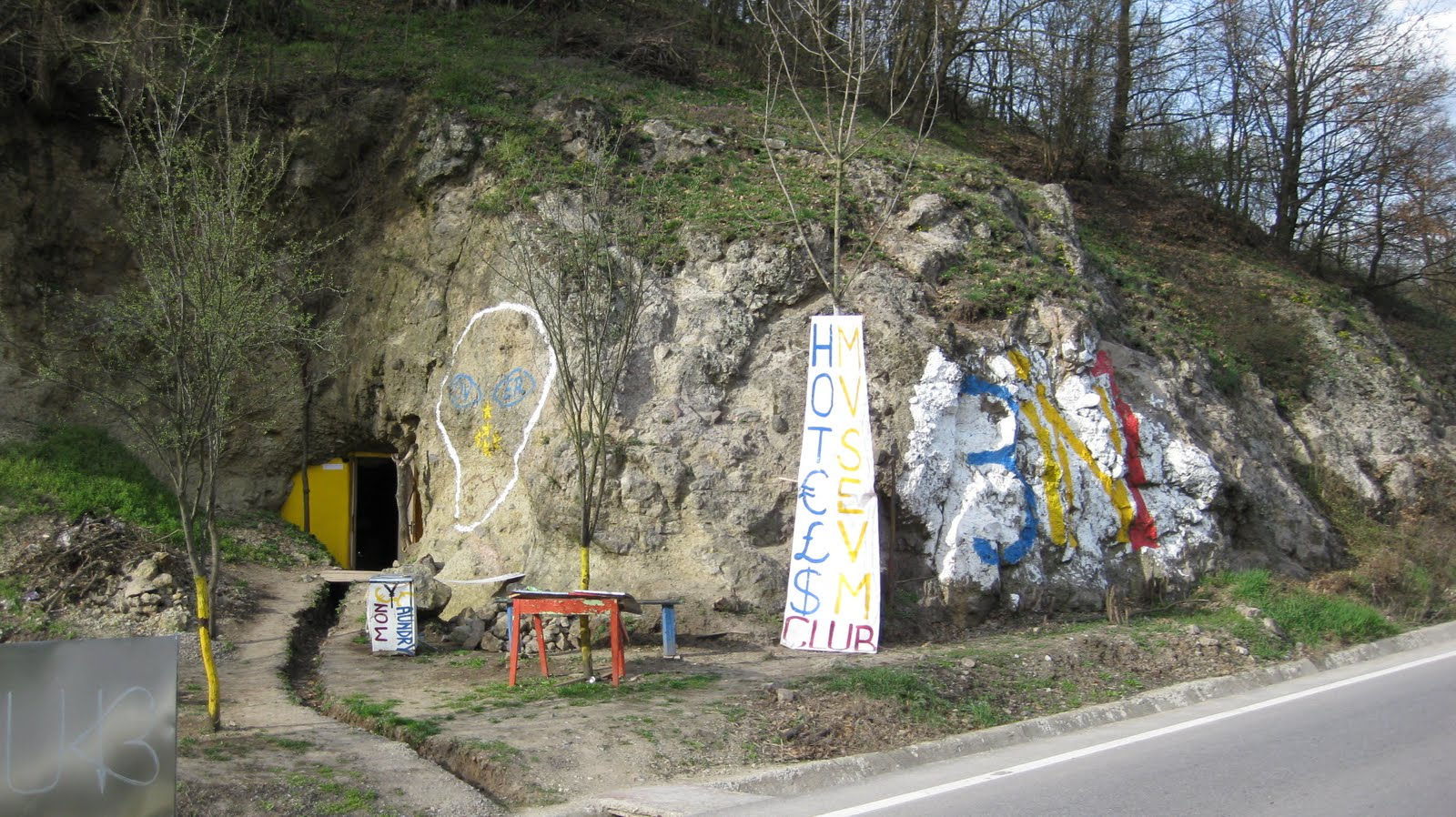
Fogadóvá és galériává átalakított bunker
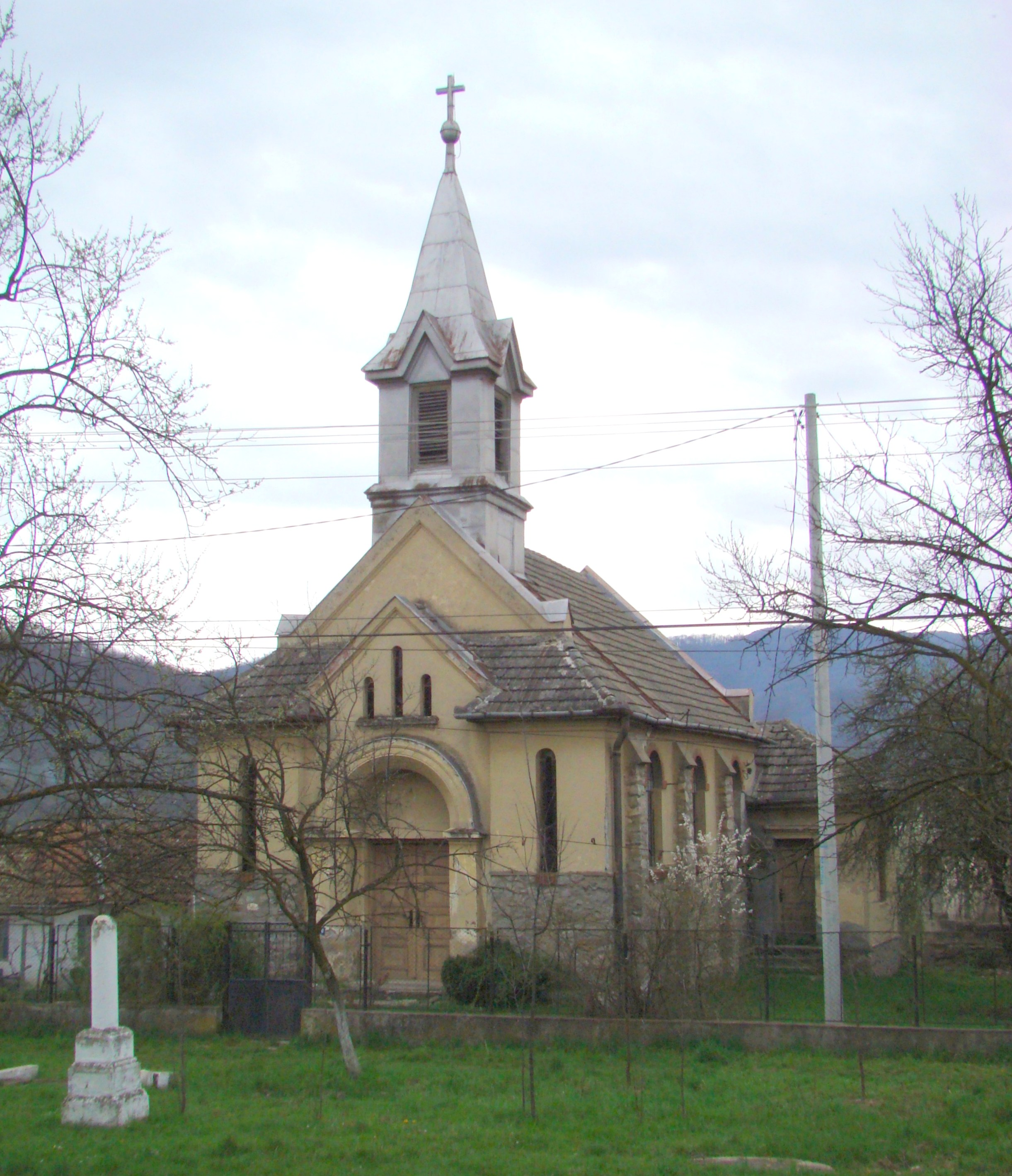
Római katolikus templom